# でぼの巣製作所
でぼの巣製作所（でぼのすせいさくじょ）は、株式会社でぼの巣製作所（本社・大阪市中央区）によるアダルトゲームのブランド。
2009年3月17日にStudio e.go!とBlueImpactのブランドを持つ株式会社スタジオエゴの代表取締役であった山本和枝が、その役職を辞任。同月立ち上げたブランドである。
Studio ego!でディレクターを務めた《「あ」の人》も同社に移籍している。関連ブランドとしてダウンロード販売専門のユーフォリアが存在する。
2014年8月13日に、Studio e・go!の著作権を取得し、それまで月神楽などで問題だった認証システムを発行し、さらにダウンロード販売を中心にリメイク作品を発売することを発表した。
にじよめにブラウザゲーム神楽大戦を提供している。
2020年5月29日に音声作品専門ブランド「でぼの巣SOUND」がスタートした。

## 作品一覧
- 2009年7月24日 - 神楽道中記
  - 神楽道中記 追加シナリオ vol.1
  - 神楽道中記 追加シナリオ vol.2
  - 神楽道中記 追加シナリオ vol.3
  - 2014年10月24日 - 神楽道中記・想
- 2010年1月29日 - 神楽学園記
- 2010年7月30日 - 空を仰ぎて雲たかく
  - 2013年4月26日 - 空を仰ぎて雲たかくplus
- 2010年12月24日 - 神楽幻想譚〜妖かしの姫〜
- 2011年4月28日 - 神楽早春賦
- 2011年7月29日 - 時を奏でる円舞曲
- 2011年12月22日 - 花咲く乙女と恋の魔導書
- 2012年4月27日 - 花散る都と竜の巫女
- 2012年7月27日 - 紅神楽
  - 2013年4月26日 - 紅神楽 追加シナリオ
- 2012年12月21日 - Chaos Labyrinth -ケイオスラビリンス-
- 2013年7月26日 - 戦刃乙女-マキナに宿りし心が願うは…-
- 2013年12月20日 - 戦場のフォークロア -亡国の騎士団-
- 2014年7月25日 - 偽骸のアルルーナ
- 2014年12月19日 - 夏神楽
- 2015年4月24日 - 神楽花莚譚
- 2015年8月28日 - アヤカシ散華
- 2016年7月29日 - 神楽訪神歌
- 2017年7月28日 - 弓張月の導き雲はるか
- 2017年10月6日 - 神楽黎明記～莉音の章～
- 2017年11月17日 - 神楽黎明記～紫の章～
- 2018年1月19日 - 神楽黎明記～ちはやの章～
- 2018年3月16日 - 神楽黎明記～いぶきの章～
- 2018年4月27日 - 神楽黎明記～小春の章～
- 2018年7月13日 - 神楽黎明記～なずなの章～
- 2018年9月14日 - 神楽黎明記～莉音の章～ 弐
- 2018年11月16日 - 神楽黎明記～舞歌の章～
- 2019年1月18日 - 神楽黎明記～紫の章～ 弐
- 2019年4月26日 - 神楽黎明記～ちはやの章～ 弐
- 2019年7月19日 - 神楽黎明記～弥生の章～
- 2019年9月20日 - 神楽黎明記～奏の章～
- 2019年11月22日 - 神楽黎明記 ～梓紗の章～
- 2020年1月24日 - 神楽黎明記 ～舞歌の章～ 弐
- 2020年4月24日 - 幽世ノ災厄ト現世ノ戦姫 ～さやか篇～
- 2020年7月10日 - 霊神楽～奮闘記～
- 2020年9月18日 - 神楽黎明記 ～初花の章～
- 2020年11月20日 - 神楽黎明記 ～ナツの章～
- 2021年1月22日 - 神楽黎明記 ～桂香の章～
- 2021年4月23日 - 霊神楽 〜奮闘記〜 弐
- 2021年7月23日 - 幽世ノ災厄ト現世ノ戦姫 ～きりえ篇～
- 2021年9月24日 - 神楽黎明記 ～勇の章～
- 2021年11月19日 - 神楽黎明記 ～護の章～
- 2022年1月28日 - 神楽黎明記 ～舞歌の章～ 参
- 2022年4月22日 - 神楽黎明記 ～ましろの章～
- 2022年7月22日 - 霊神楽 ～奮闘記～ 参
- 2022年9月23日 - 神楽漫遊記 ～いぶきとなずな～
- 2022年11月25日 - 神楽黎明記 ～涼香の章～
- 2023年1月27日 - 神楽黎明記～御琴の章～
- 2023年4月21日 - 神楽黎明記～紅葉の章～
- 2023年7月28日 - 神楽黎明記 ～ナツの章～ 弐
- 2023年9月29日 - 神楽黎明記 ～紫の章～ 参
- 2023年11月24日 - 神楽黎明記 ～ちはやの章～ 参
- 2024年1月26日 - 神楽創世記 -久遠-[2]
- 2024年2月16日 - 神楽凌艶譚 ～沙耶の章～[3]
- 2024年4月26日 - 神楽新風記 ～みくるの章～
- 2024年7月26日 - 神楽漫遊記 ～桂香と初花～
- 2024年9月27日 - 神楽新風記～愛莉の章～
- 2025年1月31日 - 神楽創世記 -環-
- 2025年2月28日 - 神楽凌艶譚 ～沙月の章～
- 2025年4月25日 - 神楽奇譚 〜椿の章〜
- 2025年7月25日 - 神楽漫遊記 ～紫とちはや～